# Irpin
Irpin (tiếng Ukraina: Ірпінь) là một thành phố của Ukraina. Thành phố này thuộc tỉnh Kiev. Thành phố này có diện tích ? km², dân số theo điều tra dân số năm 2001 là 40.593 người.